# Val-de-Dagne
Val-de-Dagne község Franciaország Okcitánia régiójában, Aude megyében. Új községként 2019. január 1-jén jött létre két korábbi község: Montlaur és Pradelles-en-Val egyesítésével. Lakosainak száma 731 fő (2022. január 1.).

## Népesség
| Lakosok száma | 739  | 739  | 741  | 737  | 734  | 731  |
|               | 2017 | 2018 | 2019 | 2020 | 2021 | 2022 |